# Турсуналі Рустамов
Турсуналі Рустамов (кирг. Турсунали Рустамов, нар. 31 січня 1990) — киргизький футболіст, фланговий півзахисник клубу «Алга» (Бішкек) і національної збірної Киргизстану.

## Клубна кар'єра
У дорослому футболі дебютував 2009 року виступами за команду клубу «Шер-Ак-Дан», в якій провів один сезон.
Своєю грою за цю команду привернув увагу представників тренерського штабу клубу «Алга» (Бішкек), до складу якого приєднався 2010 року. Відіграв за бішкекську команду наступні два сезони своєї ігрової кар'єри.
Згодом з 2013 по 2017 рік грав у складі команд клубів «Дордой», «Худжанд», «Алга» (Бішкек) та «Алай».
До складу бішкекської «Алги» повернувся 2017 року.

## Виступи за збірну
2012 року дебютував в офіційних матчах у складі національної збірної Киргизстану.
У складі збірної був учасником кубка Азії з футболу 2019 року в ОАЕ. На континентальній першості став автором одного з голів у ворота господарів турніру на стадії 1/8 фіналу, проте врешті-решт його команда гру програла і припинила боротьбу на турнірі.
| Дата       | Місто         | Господарі  | Результат | Гості          | Турнір                     | Голи | Примітки |
| ---------- | ------------- | ---------- | --------- | -------------- | -------------------------- | ---- | -------- |
| 11-01-2019 | Аль-Айн       | Киргизстан | 0 – 1     | Південна Корея | Кубок Азії 2019 - 1-й етап | -    | 81' 83'  |
| 16-01-2019 | Дубай (місто) | Киргизстан | 3 – 1     | Філіппіни      | Кубок Азії 2019 - 1-й етап | -    | 85'      |
| Усього     |               | Матчів     | 2         |                | Голів                      | 0    |          |

## Титули і досягнення
- Чемпіон Киргизстану (3):

«Алай»: 2016
«Дордой»: 2020, 2021
- Володар Суперкубка Киргизстану (3):

«Дордой»: 2013, 2021, 2022